# Nicodemo Gentile
Nicodemo Gentile   (Cirò, 24 de juny de 1969) és un advocat italià, escriptor i personalitat televisiva que es va convertir, a partir del 2020, en president de l'Associació Penelope, fundada el 2002, que tracta els problemes de les dones víctimes de la violència masclista. Va començar la seva carrera a Perusa, defensant els pobres i els sensesostre.
Gentile és especialista en dret penal. Durant uns anys va ser present a la televisió com a convidat a programes com Chi l'ha visto? i Quarto grado i dona veu a les famílies de les persones desaparegudes.

## Llibres publicats
- 2017: Gentile, Nicodemo: Laggiù tra il ferro – Storie di vita, storie di reclusi. Edizioni Imprimatur. (italià)
- 2018: Gentile, Nicodemo: Nella terra del niente. Storie di scomparse, storie di famiglie. Edizioni Faust. ISBN 8898147805. (italià)
- 2019: Gentile, Nicodemo: Il padrone. Storia di una manipolazione, storia di una tragedia. Edizioni Faust. (italià)
- 2021: Gentile, Nicodemo: Nulla è come appare. Storie di delitti, storie di accertamenti tecnici. Edizioni Faust. ISBN 979-1280029089. (italià)